# Puerto Colombia (Atlántico)
Puerto Colombia is een gemeente in het Colombiaanse departement Atlántico. De gemeente telt 26.932 inwoners (2005).

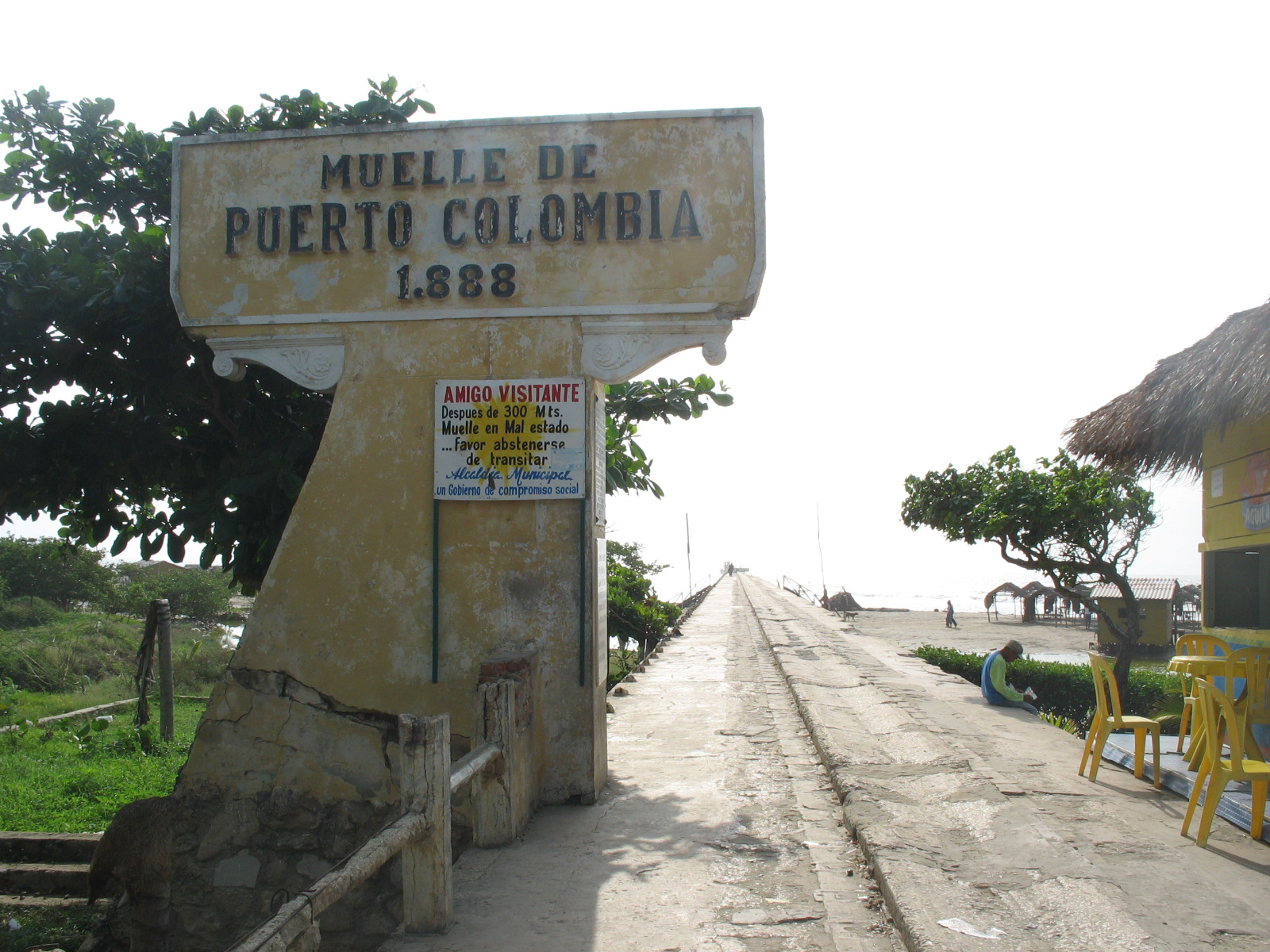
Pier van Puerto Colombia

- Virtual International Authority File: 151561611

Baranoa
· Barranquilla
· Campo de la Cruz
· Candelaria
· Galapa
· Juan de Acosta
· Luruaco
· Malambo
· Manatí
· Palmar de Varela
· Piojó
· Polonuevo
· Ponedera
· Puerto Colombia
· Repelón
· Sabanagrande
· Sabanalarga
· Santa Lucía
· Santo Tomás
· Soledad
· Suan
· Tubará
· Usiacurí